# Habrobracon nigerrimus
Habrobracon nigerrimus är en stekelart som beskrevs av Fischer 1968. Habrobracon nigerrimus ingår i släktet Habrobracon och familjen bracksteklar. Inga underarter finns listade i Catalogue of Life.